# Иосипово
Иосипово (укр. Йосипове) — село,
Куяновский сельский совет,
Белопольский район,
Сумская область,
Украина.
Код КОАТУУ — 5920684903. Население по переписи 2001 года составляло 41 человек .

## Географическое положение
Село Иосипово находится на левом берегу реки Локня,
выше по течению на расстоянии в 1,5 км расположено село Сергеевка,
ниже по течению на расстоянии в 1,5 км расположено село Руденково.
На расстоянии в 1 км расположено село Червановка.
Река в этом месте пересыхает, на ней сделана большая запруда.